# Eckart Berkes
Eckart Berkes (9. února 1949 Worms – 24. září 2014 Leimen) byl západoněmecký atlet, běžec, sprinter a překážkář.

## Sportovní kariéra
Na přelomu 60. a 70. let 20. století patřil k předním běžcům na krátké překážkové trati. Na halovém mistrovství Evropy v roce 1971 zvítězil v běhu na 60 metrů překážek. Na olympiádě v Mnichově v roce 1972 nepostoupil z rozběhu na 110 metrů překážek.